# Josselin de Rohan
Josselin de Rohan (Josselin Charles Louis Jean Marie de Rohan-Chabot, XIV duca di Rohan, XVIII principe di Léon, conte di Porhoët; Suresnes, 5 giugno 1938) è un nobile e politico francese. 
Dal 1983 è Senatore francese; è stato presidente del Gruppo parlamentare RPR dal 1993 al 2002 e dell'UMP dal 2002 al 2008.
Fa parte del Casato di Rohan.

## Biografia

### Infanzia e studi
Josselin è il figlio primogenito d'Alain di Rohan-Chabot, duca di Rohan, e di Hélène de Liencourt.
Si è diplomato all'ENA nel 1965 con Ernest-Antoine Seillière, Jean-Pierre Chevènement, Lionel Jospin. Attualmente fa parte del consiglio d'amministrazione dell'ENA.
Appassionato di cavalli, è stato membro del Consiglio superiore del cavallo.

### Politica
Vicino a Jacques Chirac, è stato eletto Senatore della circoscrizione di Morbihan alle elezioni del 25 settembre 1983 e rieletto nel 1992 e nel 2001.
Nel 1993 è diventato presidente del gruppo parlamentare RPR e ne ha mantenuto la carica fino alla formazione del gruppo parlamentare dell'UMP nel dicembre 2002. Nel gennaio 2008 ha rinunciato alla presidenza del gruppo, che è stata assunta da Henri de Raincourt.
Dal 16 gennaio 2008, a seguito della morte di Serge Vinçon, è stato presidente della commissione affari esteri del Senato.
È stato presidente del Consiglio regionale della Bretagna, di cui il duca di Rohan rappresenta la più alta aristocrazia, dal 1998 al 2004, quando la sua lista è stata battuta dal partito socialista.
Dal 1965 al 2000 è stato sindaco di Josselin.

## Matrimonio
Josselin de Rohan ha sposato il 17 novembre 1973 Antoinette Boegner (nata nel 1946), figlia dell'ambasciatore Jean Marc Boegner, figlio a sua volta del teologo Marc Boegner, di antica famiglia protestante, e di Odile dei conti de Moustier. Dal matrimonio sono nati:
- Alain Louis Marc, principe di Léon (15 ottobre 1975)
- Anne-Louise Claire Marie (16 ottobre 1979)
- Olivia Hélène Odilie Marie (21 novembre 1986).

## Ascendenza
|                                             |                                     |                                               | Genitori                                          |  |  | Nonni |  |  | Bisnonni                                |  |  | Trisnonni                                |  |
|                                             |                                     |                                               |                                                   |  |  |       |  |  | Alain de Rohan-Chabot, XI duca di Rohan |  |  | Charles de Rohan-Chabot, X duca di Rohan |  |
|                                             |                                     |                                               |                                                   |  |  |       |  |  | Alain de Rohan-Chabot, XI duca di Rohan |  |  | Charles de Rohan-Chabot, X duca di Rohan |  |
|                                             |                                     | Octavie Rouillé de Boissy                     |                                                   |  |  |       |  |  | Alain de Rohan-Chabot, XI duca di Rohan |  |  |                                          |  |
| Josselin de Rohan-Chabot, XII duca di Rohan |                                     |                                               |                                                   |  |  |       |  |  | Alain de Rohan-Chabot, XI duca di Rohan |  |  |                                          |  |
|                                             |                                     | Herminie de La Brousse de Verteillac          | Cesar La Brousse, marchese di Verteillac          |  |  |       |  |  |                                         |  |  |                                          |  |
|                                             |                                     | Herminie de La Brousse de Verteillac          | Cesar La Brousse, marchese di Verteillac          |  |  |       |  |  |                                         |  |  |                                          |  |
|                                             |                                     | Herminie de La Brousse de Verteillac          | Marie Henriette de Leuze                          |  |  |       |  |  |                                         |  |  |                                          |  |
| Alain de Rohan-Chabot, XIII duca di Rohan   |                                     | Herminie de La Brousse de Verteillac          |                                                   |  |  |       |  |  |                                         |  |  |                                          |  |
|                                             |                                     | Auguste de Rohan-Chabot, conte di Jarnac      | Fernand de Rohan-Chabot, conte di Chabot          |  |  |       |  |  |                                         |  |  |                                          |  |
|                                             |                                     | Auguste de Rohan-Chabot, conte di Jarnac      | Fernand de Rohan-Chabot, conte di Chabot          |  |  |       |  |  |                                         |  |  |                                          |  |
|                                             |                                     | Auguste de Rohan-Chabot, conte di Jarnac      | Auguste Baudon de Mony                            |  |  |       |  |  |                                         |  |  |                                          |  |
| Marguerite Marie de Rohan-Chabot            |                                     | Auguste de Rohan-Chabot, conte di Jarnac      |                                                   |  |  |       |  |  |                                         |  |  |                                          |  |
|                                             |                                     | Félicie Olry                                  | Jacques Olry                                      |  |  |       |  |  |                                         |  |  |                                          |  |
|                                             |                                     | Félicie Olry                                  | Jacques Olry                                      |  |  |       |  |  |                                         |  |  |                                          |  |
|                                             |                                     | Félicie Olry                                  | Louise Henriette Léonie Roederer                  |  |  |       |  |  |                                         |  |  |                                          |  |
| Josselin de Rohan-Chabot, XIV duca di Rohan |                                     | Félicie Olry                                  |                                                   |  |  |       |  |  |                                         |  |  |                                          |  |
|                                             | Alfred Antoine Maurice de Liencourt | Marie Toussaint de Liencourt                  |                                                   |  |  |       |  |  |                                         |  |  |                                          |  |
|                                             | Alfred Antoine Maurice de Liencourt | Marie Toussaint de Liencourt                  |                                                   |  |  |       |  |  |                                         |  |  |                                          |  |
|                                             | Alfred Antoine Maurice de Liencourt | Marie Pauline Félicité Miniabure de Joantho   |                                                   |  |  |       |  |  |                                         |  |  |                                          |  |
| Jean de Liencourt                           | Alfred Antoine Maurice de Liencourt |                                               |                                                   |  |  |       |  |  |                                         |  |  |                                          |  |
|                                             |                                     | Constance Marie Madeleine Clément de Blavette | François Alexandre Edouard Clément de Blavette    |  |  |       |  |  |                                         |  |  |                                          |  |
|                                             |                                     | Constance Marie Madeleine Clément de Blavette | François Alexandre Edouard Clément de Blavette    |  |  |       |  |  |                                         |  |  |                                          |  |
|                                             |                                     | Constance Marie Madeleine Clément de Blavette | Marie Joséphine Eléonore Le Boulanger de Montigny |  |  |       |  |  |                                         |  |  |                                          |  |
| Hélène de Liencourt                         |                                     | Constance Marie Madeleine Clément de Blavette |                                                   |  |  |       |  |  |                                         |  |  |                                          |  |
|                                             |                                     | Marcel Paul Henri, IV conte Begouén           | Maximilien Charles Begouen, III conte Begouén     |  |  |       |  |  |                                         |  |  |                                          |  |
|                                             |                                     | Marcel Paul Henri, IV conte Begouén           | Maximilien Charles Begouen, III conte Begouén     |  |  |       |  |  |                                         |  |  |                                          |  |
|                                             |                                     | Marcel Paul Henri, IV conte Begouén           | Léonie Chevreau                                   |  |  |       |  |  |                                         |  |  |                                          |  |
| Marie Léonie Begouen                        |                                     | Marcel Paul Henri, IV conte Begouén           |                                                   |  |  |       |  |  |                                         |  |  |                                          |  |
|                                             |                                     | Claire Marie de Cholet                        | Joachim de Cholet                                 |  |  |       |  |  |                                         |  |  |                                          |  |
|                                             |                                     | Claire Marie de Cholet                        | Joachim de Cholet                                 |  |  |       |  |  |                                         |  |  |                                          |  |
|                                             |                                     | Claire Marie de Cholet                        | Marie Claude de Mieulle                           |  |  |       |  |  |                                         |  |  |                                          |  |
|                                             |                                     | Claire Marie de Cholet                        |                                                   |  |  |       |  |  |                                         |  |  |                                          |  |